# Drame liturgique

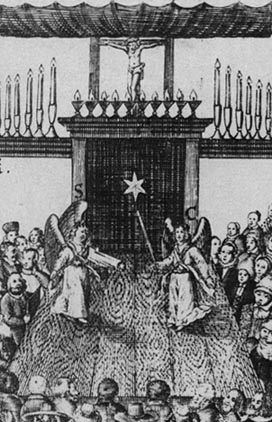
Jeu spirituel. Représentation d'une scène de jeu tirée de Ein zwiefacher poetischer Act und geistliches Spiel (1652)

Le drame liturgique apparaît dans les églises vers l'an mille. Ce sont d'abord des interpolations dans la liturgie, faites de courtes questions, en latin, suivies de courtes réponses, également en latin, ou de tropes (antiennes dialoguées) introduites dans des messes pour les rendre plus vivantes et plus accessibles aux fidèles. Puis on y intercale de courtes pièces dont les sujets sont empruntés à l'Ancien et au Nouveau Testament ou à la vie des saints. Évoluant peu à peu, le drame liturgique se joue, au milieu du XIIe siècle, sur le parvis de l'église, dans ses propres décors. Les acteurs sont maintenant des laïcs appartenant à des confréries, dont la plus célèbre est la Confrérie de la Passion, et le latin est remplacé par le français. Le drame, né des cérémonies religieuses, devient divertissement.
On trouve en 1514 une forme absolue de drame liturgique à Bolzano avec près d'une centaine d'« acteurs ».
Principaux drames liturgiques :
- Les Vierges folles ;
- Les Prophètes du Christ ;
- Le Jeu d'Adam (fin du XIIe siècle).